# City on Fire (film)
Pour les articles homonymes, voir City on Fire.
Pour plus de détails, voir Fiche technique et Distribution.
City on Fire (龍虎風雲, Lóng hǔ fēng yún) est un film hongkongais réalisé par Ringo Lam, sorti en 1987.

## Synopsis
À la suite d'un assassinat en plein quartier populaire de Hong Kong, l'inspecteur Lau charge un de ses meilleurs flics d'infiltrer un gang de dangereux malfaiteurs. Ko Chow devient ainsi une "taupe", suspecté par les braqueurs et poursuivi par la police qui ignore tout de sa véritable identité. Après un braquage particulièrement sanglant, Chow se lie d'amitié avec son chef de bande, l'implacable mais loyal Lee Fu...

## Fiche technique
- Titre : City on Fire
- Titre original : 龍虎風雲 (Lóng hǔ fēng yún)
- Réalisation : Ringo Lam
- Scénario : Ringo Lam et Tommy Sham
- Production : Ringo Lam et Karl Maka
- Musique : Teddy Robin
- Photographie : Andrew Lau
- Montage : Wong Ming-lam
- Décors : Lok Chi-fung
- Costumes : Bruce Yu
- Pays d'origine : Hong Kong
- Format : Couleurs - 1,85:1 - Mono - 35 mm
- Genre : Policier, drame, action et thriller
- Durée : 101 minutes
- Date de sortie : 13 février 1987 (Hong Kong)

## Distribution
- Chow Yun-fat (VF : Bertrand Liebert) : Ko Chow
- Danny Lee (VF : Philippe Peythieu) : Fu
- Sun Yueh : inspecteur Lau
- Carrie Ng : Huong
- Roy Cheung (VF : Emmanuel Curtil) : inspecteur John Chan
- Maria Cordero : la chanteuse
- Victor Hon : Bill
- Lau Kong : l'inspecteur Chow
- Elvis Tsui : Chan Kam-Wah
- Tommy Wong : Kwong
- Wong Pak-man : Ah Man

## Influence
Ce film a - de par sa trame et certaines scènes fortes (comme l'impasse mexicaine à la fin du film) - très fortement inspiré le film Reservoir Dogs (1992). Son auteur, Quentin Tarantino, a de plus reconnu que City on Fire était l'un de ses films favoris.

## Distinctions
Prix du meilleur réalisateur et meilleur acteur (Chow Yun-fat), ainsi que nominations au prix du meilleur film, meilleur scénario, meilleur acteur (Danny Lee), meilleur second rôle féminin (Carrie Ng), meilleure direction artistique (Lok Chi-fung), meilleur montage, meilleure musique et meilleure chanson (Maria Cordero, pour Yiu Jaang Chui Faai Lok), lors des Hong Kong Film Awards en 1988.